# Arcidiocesi di Toamasina
L'arcidiocesi di Toamasina (in latino: Archidioecesis Toamasinensis) è una sede metropolitana della Chiesa cattolica in Madagascar. Nel 2022 contava 518.544 battezzati su 1.605.102 abitanti. È retta dall'arcivescovo cardinale Désiré Tsarahazana.

## Territorio
L'arcidiocesi comprende la regione di Atsinanana nella parte orientale dell'isola.
Sede arcivescovile è la città di Toamasina, dove si trova la cattedrale di San Giuseppe.
Il territorio è suddiviso in 28 parrocchie.

## Storia
La prefettura apostolica di Vatomandry fu eretta il 18 giugno 1935 con la bolla Inter graviores di papa Pio XI, ricavandone il territorio dai vicariati apostolici di Fianarantsoa (oggi arcidiocesi) e di Tananarive (oggi arcidiocesi di Antananarivo).
Il 25 maggio 1939 per effetto della bolla Ut e sacris di papa Pio XII la prefettura apostolica fu elevata a vicariato apostolico e assunse il nome di vicariato apostolico di Tamatave (nome coloniale dell'odierna Toamasina). Contestualmente si ampliò con porzioni di territorio appartenute ai vicariati apostolici di Tananarive e di Diégo Suarez (oggi arcidiocesi di Antsiranana).
Il 14 settembre 1955 il vicariato apostolico fu elevato a diocesi con la bolla Dum tantis dello stesso papa Pio XII. Originariamente era suffraganea dell'arcidiocesi di Tananarive (oggi arcidiocesi di Antananarivo).
L'8 settembre 1957, con la lettera apostolica Ex quo, papa Pio XII ha proclamato San Giuseppe patrono principale della diocesi.
Il 9 aprile 1968 cedette una porzione del suo territorio a vantaggio dell'erezione della diocesi di Mananjary.
Il 21 giugno 1974 per effetto del decreto Quo facilius della Congregazione per l'evangelizzazione dei popoli entrò a far parte della provincia ecclesiastica dell'arcidiocesi di Antsiranana.
Il 31 gennaio 1990 assunse il nome di diocesi di Toamasina.
Il 26 febbraio 2010 è stata elevata al rango di arcidiocesi metropolitana con la bolla Spiritali progressioni di papa Benedetto XVI.

## Cronotassi dei vescovi
Si omettono i periodi di sede vacante non superiori ai 2 anni o non storicamente accertati.
- Alain-Sébastien Le Breton, S.M.M. † (8 ottobre 1935 - 15 marzo 1957 dimesso[2])
- Jules-Joseph Puset, P.S.S. † (14 novembre 1957 - 25 marzo 1972 dimesso)
- Jérôme Razafindrazaka † (25 marzo 1972 - 15 maggio 1989 ritirato)
- René Joseph Rakotondrabé † (15 maggio 1989 - 24 novembre 2008 ritirato)
- Désiré Tsarahazana, dal 24 novembre 2008

## Statistiche
L'arcidiocesi nel 2022 su una popolazione di 1.605.102 persone contava 518.544 battezzati, corrispondenti al 32,3% del totale.
| anno | popolazione | popolazione | popolazione | presbiteri | presbiteri | presbiteri | presbiteri                | diaconi | religiosi | religiosi | parrocchie |
| anno | battezzati  | totale      | %           | numero     | secolari   | regolari   | battezzati per presbitero | diaconi | uomini    | donne     | parrocchie |
| ---- | ----------- | ----------- | ----------- | ---------- | ---------- | ---------- | ------------------------- | ------- | --------- | --------- | ---------- |
| 1950 | 41.849      | 371.500     | 11,3        | 36         |            | 36         | 1.162                     |         | 62        | 37        | 2          |
| 1970 | 74.009      | 480.169     | 15,4        | 55         | 4          | 51         | 1.345                     |         | 59        | 65        | 6          |
| 1980 | 88.237      | 565.000     | 15,6        | 39         | 7          | 32         | 2.262                     |         | 53        | 41        | 7          |
| 1990 | 84.240      | 622.517     | 13,5        | 43         | 8          | 35         | 1.959                     |         | 55        | 87        | 14         |
| 1999 | 299.000     | 1.300.000   | 23,0        | 29         | 5          | 24         | 10.310                    |         | 44        | 57        | 22         |
| 2000 | 304.980     | 1.326.000   | 23,0        | 41         | 9          | 32         | 7.438                     |         | 42        | 57        | 22         |
| 2001 | 450.000     | 1.620.000   | 27,8        | 54         | 13         | 41         | 8.333                     |         | 63        | 57        | 23         |
| 2002 | 500.000     | 1.730.000   | 28,9        | 40         | 14         | 26         | 12.500                    |         | 50        | 60        | 20         |
| 2003 | 520.000     | 1.740.000   | 29,9        | 53         | 14         | 39         | 9.811                     |         | 60        | 59        | 23         |
| 2004 | 600.000     | 1.800.000   | 33,3        | 46         | 14         | 32         | 13.043                    |         | 65        | 60        | 23         |
| 2010 | 616.984     | 1.973.089   | 31,3        | 47         | 20         | 27         | 13.127                    |         | 68        | 92        | 19         |
| 2014 | 620.022     | 1.992.866   | 31,1        | 59         | 22         | 37         | 10.508                    |         | 82        | 103       | 21         |
| 2017 | 619.625     | 1.989.105   | 31,2        | 65         | 27         | 38         | 9.532                     |         | 93        | 123       | 21         |
| 2020 | 503.669     | 1.526.270   | 33,0        | 65         | 29         | 36         | 7.748                     |         | 88        | 116       | 25         |
| 2022 | 518.544     | 1.605.102   | 32,3        | 91         | 34         | 57         | 5.698                     |         | 107       | 156       | 28         |